# Kirill Raudsepp
Kirill Raudsepp (* 23. Märzjul. / 5. April 1915greg. in Tallinn; † 5. Oktober 2006 ebenda) war ein estnischer Dirigent.

## Leben und Musik
Kirill Raudsepp schloss 1939 sein Studium im Fach Klavier bei Artur Lemba am Tallinner Konservatorium ab. Von 1946 bis 1949 studierte er Komposition bei Heino Eller am Staatlichen Tallinner Konservatorium. Das Dirigieren brachte sich Raudsepp autodidaktisch bei. Von 1944 bis 1949 war Kirill Raudsepp Konzertmeister im Opern- und Konzerthaus Estonia in Tallinn. Von 1949 bis 1986 war er dort als Dirigent angestellt, darunter von 1951 bis 1963 als Chefdirigent. Von 1978 bis zu seiner Emeritierung 1987 unterrichtete Kirill Raudsepp zusätzlich das Fach Oper am Staatlichen Tallinner Konservatorium.

## Auszeichnungen
Kirill Raudsep erhielt für sein musikalisches Schaffen zahlreiche Auszeichnungen. 1949 wurde ihm der Staatspreis der Estnischen SSR, 1951 und 1952 der Staatspreis der UdSSR verliehen. 1957 erhielt er den Titel eines Volkskünstlers der Estnischen SSR.